# Aspidiske
Aspidiske (Iota Carinae / ι Car / ι Carinae) è una stella di colore bianco, visibile nella costellazione della Carena; possiede anche altri nomi propri, come Scutulum e Turais (Tureis).
Il suo nome proprio, Aspidiske, non va confuso con Asmidiske, nome proprio della stella ξ Puppis.

## Osservazione
Si tratta di una stella situata nell'emisfero australe. La sua posizione è fortemente australe e ciò comporta che la stella sia osservabile prevalentemente dall'emisfero sud, dove si presenta circumpolare anche da gran parte delle regioni temperate; dall'emisfero nord la sua visibilità è invece limitata alle regioni temperate inferiori e alla fascia tropicale. La sua magnitudine pari a +2,21 le consente di essere scorta con facilità anche dalle aree urbane di moderate dimensioni.
Il periodo migliore per la sua osservazione nel cielo serale ricade nei mesi compresi fra febbraio e giugno; nell'emisfero sud è visibile anche per buona parte dell'inverno, grazie alla declinazione australe della stella, mentre nell'emisfero nord può essere osservata limitatamente durante i mesi primaverili boreali.
Aspidiske fa parte assieme alle stelle Avior, δ Velorum e κ Velorum di un asterismo noto come Falsa Croce, in quanto a volte confuso con la vera costellazione della Croce del Sud.

## Caratteristiche fisiche
La stella è una supergigante bianca, di classe Ib, cioè della sottocategoria meno luminosa delle supergiganti. Ha una massa 8 volte quella del Sole, mentre il raggio è oltre 40 volte superiore.
Possiede una magnitudine assoluta di -4,38 e la sua velocità radiale positiva indica che la stella si sta allontanando dal sistema solare. A causa della precessione degli equinozi, questa stella sarà la Stella Polare australe attorno all'8000 d.C.